# سيمون ديوينتر
سيمون ديوينتر (20 سبتمبر 1908 – 1 أغسطس 1972) هو ملاكم بلجيكي راحل، مثّل بلاده في الألعاب الأولمبية الصيفية 1936.

## روابط خارجية
سيمون ديوينتر على موقع بوكس ريك (الإنجليزية) (registration required)
- سيمون ديوينتر على موقع أوليمبيديا (الإنجليزية)